# Acsmithia pubescens
Acsmithia pubescens là một loài thực vật có hoa trong họ Cunoniaceae. Loài này được (Pamp.) Hoogland mô tả khoa học đầu tiên năm 1979.